# Hypatopa edax
Hypatopa edax  (лат.) — вид мелких молевидных бабочек рода Hypatopa из семейства сумрачные моли (Blastobasidae, Gelechioidea). Эндемик Коста-Рики (Центральная Америка). Длина передних крыльев от 4,0 до 4,2 мм. Окраска передних крыльев палево-коричневая с примесью серовато-коричневых чешуек; скапус усика и хоботок покрыты серовато-коричневыми чешуйками; задние крылья коричневые; жгутик усика серовато-коричневый. Обладает сходством с видом Hypatopa joniella отличаясь от него деталями строения гениталий. Вид был впервые описан в 2013 году американским лепидоптерологом Дэвидом Адамски (David Adamski, Department of Entomology, Национальный музей естественной истории, Смитсоновский институт, Вашингтон). Название вида происходит от латинского слова edax (жадный).